# 50 kilomètres marche aux championnats du monde d'athlétisme 2013
Navigation
Daegu 2011 Pékin 2015
L'épreuve du 50 kilomètres marche des championnats du monde de 2013 a lieu le 14 août 2013 dans la ville de Moscou, avec un départ et une arrivée au Stade Loujniki. Elle est remportée par l'Irlandais Robert Heffernan

## Records et performances

### Records
Les records du 50 km marche hommes (mondial, des championnats et par continent) étaient avant les championnats 2013 les suivants.
| Record                    | Athlète             | Pays      | Temps           | Lieu                  | Date             |
| ------------------------- | ------------------- | --------- | --------------- | --------------------- | ---------------- |
| Record du monde           | Denis Nizhegorodov  | Russie    | 3 h 34 min 14 s | Tcheboksary           | 11 mai 2008      |
| Record des championnats   | Robert Korzeniowski | Pologne   | 3 h 36 min 03 s | Paris Saint-Denis     | 27 août 2003     |
| Record d'Afrique          | Hatem Ghoula        | Tunisie   | 3 h 58 min 44 s | Santa Eularia des Riu | 4 mars 2007      |
| Record d'Asie             | Yu Chaohong         | Chine     | 3 h 36 min 06 s | Nanjing               | 22 octobre 2005  |
| Record d'Amérique du Nord | Raul González       | Mexique   | 3 h 41 min 20 s | Poděbrady             | 11 juin 1978     |
| Record d'Amérique du Sud  | Andrés Chocho       | Colombie  | 3 h 49 min 32 s | Daegu                 | 3 septembre 2011 |
| Record d'Europe           | Denis Nizhegorodov  | Russie    | 3 h 34 min 13 s | Tcheboksary           | 11 mai 2008      |
| Record d'Océanie          | Nathan Deakes       | Australie | 3 h 35 min 47 s | Geelong               | 2 décembre 2006  |

### Meilleures performances de l'année 2013
Les dix marcheurs les plus rapides de l'année sont, avant les championnats (au 27 juillet 2013), les suivants.
|    | Athlète             | Pays      | Temps           | Lieu               | Date          |
| -- | ------------------- | --------- | --------------- | ------------------ | ------------- |
| 1  | Yohann Diniz        | France    | 3 h 41 min 07 s | Dudince, Slovaquie | 19 mai 2013   |
| 2  | Erick Barrondo      | Guatemala | 3 h 41 min 09 s | Dudince, Slovaquie | 23 mars 2013  |
| 3  | Yury Andronov       | Russie    | 3 h 43 min 54 s | Tcheboksary        | 9 juin 2013   |
| 4  | Takayuki Tanii      | Japon     | 3 h 44 min 25 s | Wajima             | 21 avril 2013 |
| 5  | Mikhail Ryzhov      | Russie    | 3 h 44 min 41 s | Dudince, Slovaquie | 19 mai 2013   |
| 6  | Ivan Noskov         | Russie    | 3 h 45 min 31 s | Dudince, Slovaquie | 19 mai 2013   |
| 7  | Ihor Hlavan         | Ukraine   | 3 h 46 min 09 s | Dudince, Slovaquie | 19 mai 2013   |
| 8  | Grzegorz Sudol      | Pologne   | 3 h 46 min 41 s | Dudince, Slovaquie | 19 mai 2013   |
| 9  | Ivan Banzeruk       | Ukraine   | 3 h 47 min 35 s | Dudince, Slovaquie | 19 mai 2013   |
| 10 | Konstantin Maksimov | Russie    | 3 h 47 min 48 s | Dudince, Slovaquie | 19 mai 2013   |

## Médaillés
| Or                     | Argent              | Bronze            |
| Robert Heffernan (IRL) | Jared Tallent (AUS) | Ihor Hlavan (UKR) |

## Critères de qualification
Pour se qualifier pour les Championnats, il fallait avoir réalisé moins de 4 h 02 min 00 s (minima A) et 4 h 16 min 00 s (minima B) entre le 1er janvier 2012 et le 29 juillet 2013.

## Résultats
| Rang               | Athlète                  | Pays             | Temps           | Notes |
| ------------------ | ------------------------ | ---------------- | --------------- | ----- |
| Médaille d'or      | Robert Heffernan         | Irlande          | 3 h 37 min 56 s | WL    |
| —                  | Mikhail Ryzhov           | Russie           |                 | DQ    |
| Médaille d'argent  | Jared Tallent            | Australie        | 3 h 40 min 03 s | SB    |
| Médaille de bronze | Ihor Hlavan              | Ukraine          | 3 h 40 min 39 s | PB    |
| 4                  | Matej Tóth               | Slovaquie        | 3 h 41 min 07 s | SB    |
| 5                  | Grzegorz Sudoł           | Pologne          | 3 h 41 min 20 s | PB    |
| 6                  | Ivan Noskov              | Russie           | 3 h 41 min 36 s | PB    |
| 7                  | Łukasz Nowak             | Pologne          | 3 h 43 min 38 s | SB    |
| 8                  | Takayuki Tanii           | Japon            | 3 h 44 min 26 s |       |
| 9                  | Yohann Diniz             | France           | 3 h 45 min 18 s |       |
| 10                 | Hirooki Arai             | Japon            | 3 h 45 min 56 s | PB    |
| 11                 | Jesús Ángel García       | Espagne          | 3 h 46 min 44 s | SB    |
| 12                 | Serhiy Budza             | Ukraine          | 3 h 47 min 36 s | PB    |
| 13                 | Ivan Trotski             | Biélorussie      | 3 h 47 min 52 s | SB    |
| 14                 | Marco De Luca            | Italie           | 3 h 48 min 05 s | SB    |
| 15                 | Chris Erickson           | Australie        | 3 h 49 min 41 s | PB    |
| 16                 | Quentin Rew              | Nouvelle-Zélande | 3 h 50 min 27 s | PB    |
| 17                 | Claudio Villanueva       | Espagne          | 3 h 50 min 29 s | PB    |
| 18                 | Omar Zepeda              | Mexique          | 3 h 50 min 43 s | SB    |
| 19                 | Jarkko Kinnunen          | Finlande         | 3 h 50 min 56 s | SB    |
| 20                 | Adrian Błocki            | Pologne          | 3 h 51 min 00 s |       |
| 21                 | Ato Ibáñez               | Suède            | 3 h 53 min 38 s | PB    |
| 22                 | Kōichirō Morioka         | Japon            | 3 h 53 min 54 s |       |
| 23                 | Jean-Jacques Nkouloukidi | Italie           | 3 h 54 min 00 s | SB    |
| 24                 | Brendan Boyce            | Irlande          | 3 h 54 min 24 s | PB    |
| 25                 | Teodorico Caporaso       | Italie           | 4 h 5 min 25 s  |       |
| —                  | Ian Rayson               | Australie        | DSQ             |       |
| —                  | Edward Araya             | Chili            | DSQ             |       |
| —                  | Andrés Chocho            | Équateur         | DSQ             |       |
| —                  | Emerson Esnal Hernández  | Salvador         | DSQ             |       |
| —                  | Sandeep Kumar            | Inde             | DSQ             |       |
| —                  | Yim Jung-hyun            | Corée du Sud     | DSQ             |       |
| —                  | Håvard Haukenes          | Norvège          | DSQ             |       |
| —                  | Ivan Banzeruk            | Ukraine          | DSQ             |       |
| —                  | Si Tianfeng              | Chine            | DNF             |       |
| —                  | Fredy Hernández          | Colombie         | DNF             |       |
| —                  | Maciej Rosiewicz         | Géorgie          | DNF             |       |
| —                  | Erik Tysse               | Norvège          | DNF             |       |
| —                  | Predrag Filipović        | Serbie           | DNF             |       |
| —                  | Yerenman Salazar         | Venezuela        | DNF             |       |
| —                  | Alexandros Papamichail   | Grèce            | DNS             |       |

## Légende
Records et Performances
- AR : Record continental (area record)
- CR : Record des championnats (championship record)
- MR : Record du meeting (meet record)
- NR : Record national (national record)
- OR : Record olympique (olympic record)
- PR : Record paralympique (paralympic record)
- PB : Record personnel (personal best)
- SB : Meilleure performance personnelle de la saison (season's best)
- WL : Meilleure performance mondiale de l'année (world leader)
- WJR : Record du monde junior (world junior record)
- WR : Record du monde (world record)

Circonstances et Conditions
- DNF : N'a pas terminé (did not finish)
- DNS : N'a pas pris le départ (did not start)
- DQ : Disqualification (disqualification)
- NM : Aucun essai valable enregistré (No Mark)
- Q : Qualifié « directement » au prochain tour (ou à la prochaine compétition), lors d'une compétition majeure, grâce au classement ou à la réalisation des minima (automatic qualifier)
- q : Qualifié au prochain tour (ou à la prochaine compétition), lors d'une compétition majeure, grâce au repêchage ou à la réalisation de l'une des meilleures performances parmi celles des « non qualifiés directement » (grâce au meilleur temps ou à la meilleure distance par exemple) (secondary qualifier)